# Friedrich Lutz
Friedrich Lutz (* 22. Februar 1852 in Heidenheim; † 14. Mai 1918 in Oettingen) war ein deutscher Brauereibesitzer, Landwirt und Mitglied des Deutschen Reichstags.

## Leben
Friedrich Lutz, Sohn des Bierbrauereibesitzers Gerhard Andreas Lutz und dessen Ehefrau Margarethe, geb. Müller, besuchte die Volksschule und die Gewerbeschule. Am 9. August 1881 heiratete er Sophia Maria Herrmann aus Heidenheim. Bis 1881 war er Geschäftsführer, seitdem Besitzer des elterlichen Geschäfts. Er war Mitglied des Distriktsrats-Ausschusses, Vorstand des landwirtschaftlichen Bezirksvereins und Vorsitzender des Mittelfränkischen Bauernvereins, zu dessen Mitbegründern er 1885 gezählt hatte. Der Mittelfränkische Bauernverein war konservativ orientiert, arbeitete aber zeitweise mit dem eher liberalen Bayerischen Bauernbund zusammen. Lutz war zunächst Mitglied der Konservativen Partei und des Bundes der Landwirte. Er zählte in den 1890er Jahren zu den Hauptakteuren des konservativ ausgerichteten Bundes der Landwirte in Bayern.
Von 1890 bis 1898 war er Mitglied des Deutschen Reichstags für den Wahlkreis Mittelfranken 5 (Dinkelsbühl, Gunzenhausen, Feuchtwangen). Er gehörte im Reichstag zur Fraktion der Deutschkonservativen Partei. Von 1887 bis 1905 war er für den Wahlkreis Nördlingen in Schwaben auch konservativer Abgeordneter des Bayerischen Landtags. Seit 1902 suchte Lutz wieder die Nähe zum Bayerischen Bauernbund. Über die Frage der Wahlrechtsreform für den Bayerischen Landtag brach Lutz 1904/05 mit der Konservativen Partei. Bei den Landtagswahlen 1905 ließ er sich von der Zentrumspartei und dem Bayerischen Bauernbund aufstellen. Als der Einzug in den Landtag misslang, zog er sich für einige Jahre aus dem politischen Geschäft zurück. Bei den Landtagswahlen 1912 trat er für den Bayerischen Bauernbund an und gewann das Landtagsmandat für Nördlingen. Dieses behielt er bis zu seinem Tod im Jahr 1918.
Lutz war der Ansicht, dass die aufkommenden Warenhäuser den Landwirten und dem Mittelstand gefährlich würden und forderte daher eine Warenhaussteuer. Bei Äußerungen zu diesem Thema vertrat Lutz auch antisemitische Positionen. Häufiges Ziel der antijüdischen Verbalangriffe Lutz’ war der Warenhausinhaber Oscar Tietz. Lutz forderte ferner zum Boykott jüdischer Geschäfte auf. Die Brauerei in Heidenheim hatte er in vorgerücktem Alter aufgegeben und war nach Oettingen verzogen, wo er auch starb.